# Уряд Габону
Уряд Габону — вищий орган виконавчої влади Габону.

## Голова уряду
- Прем'єр-міністр — Еммануель Іссозе-Нгонде (англ. Emmanuel Issoze-Ngondet).
- Віце-прем'єр-міністр — Бруно Бен Мубамба (англ. Bruno Ben Moubamba).

## Кабінет міністрів
Склад чинного уряду подано станом на 11 січня 2017 року.
| Логотип                                                                           | Міністерство                                                                                | Міністр                                                       | Фото | Час на посаді | Час на посаді | Партія | Партія | Вебсайт |
| --------------------------------------------------------------------------------- | ------------------------------------------------------------------------------------------- | ------------------------------------------------------------- | ---- | ------------- | ------------- | ------ | ------ | ------- |
|                                                                                   | Міністерство сільського господарства                                                        | Ів Фернан Манфумбі (Yves Fernand Manfoumbi)                   |      |               |               |        |        |         |
| Молодший міністр у справах агробізнесу                                            | Франсуаза Ассенгоне Обаме (Francoise Assengone Obame)                                       |                                                               |      |               |               |        |        |         |
|                                                                                   | Міністерство бюджету та державних фінансів                                                  | Матіас Отунга Оссібаджоу (Mathias Otounga Ossibadjouo)        |      |               |               |        |        |         |
| Молодший міністр у справах бюджету і пенсійних накопичень                         | Едгар Анісет Мбумбу-Міяку (Edgar Anicet Mboumbou-Miyakou)                                   |                                                               |      |               |               |        |        |         |
| Молодший міністр Габону у справах державних фінансів                              | Гай-Майксент Маміака (Guy-Maixent Mamiaka)                                                  |                                                               |      |               |               |        |        |         |
|                                                                                   | Міністерство громадських служб, адміністративної реформи і модернізації правової системи    | Жан-Марі Огандага (Jean-Marie Ogandaga)                       |      |               |               |        |        |         |
|                                                                                   | Міністерство цифрової економіки, комунікацій, культури і мистецтв                           | Ален-Клод Білі-Бі-Нзе (Alain-Claude Bilie-By-Nze)             |      |               |               |        |        |         |
| Молодший міністр у справах культури і мистецтв                                    | Олів'є Кумба Мбумба (Olivier Koumba Mboumba)                                                |                                                               |      |               |               |        |        |         |
|                                                                                   | Міністерство економіки, планування і розвитку                                               | Регіс Іммонголт Татагані (Regis Immongault Tatagani)          |      |               |               |        |        |         |
| Молодший міністр у справах планування і розвитку                                  | Ноель Мбумба (Noel Mboumba)                                                                 |                                                               |      |               |               |        |        |         |
|                                                                                   | Міністерство енергетики і водних ресурсів                                                   | Гай-Бертран Мапангу (Guy-Bertrand Mapangou)                   |      |               |               |        |        |         |
|                                                                                   | Міністерство рівних можливостей                                                             | Блейз Луембе (Blaise Louembe)                                 |      |               |               |        |        |         |
|                                                                                   | Міністерство сім'ї, соціального забезпечення і національної солідарності                    | Пол Бійоге Мба (Paul Biyoghe Mba)                             |      |               |               |        |        |         |
|                                                                                   | Міністерство лісового і рибного господарства та екології                                    | Естель Ондо (Estelle Ondo)                                    |      |               |               |        |        |         |
| Молодший міністр у справах риболовлі                                              | Шанталь Мебале (Chantal Mebale)                                                             |                                                               |      |               |               |        |        |         |
|                                                                                   | Міністерство закордонних справ, франкофонії, регіональної інтеграції та габонської діаспори | Пакоме Мубелет Бубея (Pacome Moubelet Boubeya)                |      |               |               |        |        |         |
| Молодший міністр у справах регіональної інтеграції та габонської діаспори         | Калікст Нсіє Еданг (Calixte Nsie Edang)                                                     |                                                               |      |               |               |        |        |         |
|                                                                                   | Міністерство вищої освіти та наукових досліджень                                            | Деніс Мекамне (Denise Mekam'ne)                               |      |               |               |        |        |         |
|                                                                                   | Міністерство інфраструктури, житлово-комунального господарства і територіального розвитку   | Жан-П'єр Оїба (Jean-Pierre Oyiba)                             |      |               |               |        |        |         |
|                                                                                   | Міністерство внутрішніх справ, безпеки і громадської гігієни                                | Ламберт Мата (Lambert Matha)                                  |      |               |               |        |        |         |
| Молодший міністр у справах децентралізації та місцевого самоврядування            | Люсьєн Огуваланга Аворе (Lucienne Ogouwalanga Awore)                                        |                                                               |      |               |               |        |        |         |
|                                                                                   | Міністерство юстиції та прав людини                                                         | Алексіс Бутамба (Alexis Boutamba)                             |      |               |               |        |        |         |
|                                                                                   | Міністерство праці, зайнятості, професійної освіти та молоді                                | Елої Нзондо (Eloi Nzondo)                                     |      |               |               |        |        |         |
| Молодший міністр у справах професійної освіти                                     | Патриція Тайє (Patricia Taye)                                                               |                                                               |      |               |               |        |        |         |
|                                                                                   | Міністерство гірничої промисловості                                                         | Крістіан Маньяна (Christian Magnagna)                         |      |               |               |        |        |         |
|                                                                                   | Міністерство державної і громадської освіти                                                 | Флорентін Муссаву (Florentin Moussavou)                       |      |               |               |        |        |         |
| Молодший міністр у справах початкової освіти                                      | Люсі Акалане (Lucie Akalane)                                                                |                                                               |      |               |               |        |        |         |
|                                                                                   | Міністерство нафтової промисловості                                                         | Паскаль Уанні Амбурує (Pascal Houangni Ambouroue)             |      |               |               |        |        |         |
|                                                                                   | Міністерство сприяння приватним інвестиціям, комерції, туризму та промисловості             | Меделін Берре (Madeleine Berre)                               |      |               |               |        |        |         |
| Молодший міністр у справах сприяння приватних інвестицій, туризму і промисловості | Ірен Ліндзондзо (Irene Lindzondzo)                                                          |                                                               |      |               |               |        |        |         |
|                                                                                   | Міністерство охорони здоров'я і народонаселення                                             | Леон Нзуба (Leon Nzouba)                                      |      |               |               |        |        |         |
|                                                                                   | Міністерство державної служби                                                               | Жан-Марі Огандага (Jean-Marie Ogandaga)                       |      |               |               |        |        |         |
|                                                                                   | Міністерство у справах політичного діалогу                                                  | Франсіс Нкеа (Francis Nkea)                                   |      |               |               |        |        |         |
|                                                                                   | Міністерство у справах малого і середнього бізнесу                                          | Біенді Маганга Муссаву (Biendi Maganga Moussavou)             |      |               |               |        |        |         |
|                                                                                   | Міністерство державних реформ                                                               | Жоель Поно Опапе (Joel Pono Opape)                            |      |               |               |        |        |         |
|                                                                                   | Міністерство транспорту і логістики                                                         | Флавіньє Мфуму Ондо (Flavienne Mfoumou Ondo)                  |      |               |               |        |        |         |
|                                                                                   | Міністерство міського розвитку і житлово-комунального господарства                          | Бруно Бен Мубамба (Bruno Ben Moubamba)                        |      |               |               |        |        |         |
| Молодший міністр у справах житла                                                  | Едвіге Ессуку (Edwige Essoukou)                                                             |                                                               |      |               |               |        |        |         |
|                                                                                   | Міністерство молоді та спорту                                                               | Ніколь Асселе (Nicole Assele)                                 |      |               |               |        |        |         |
|                                                                                   | Державний секретар Габону у справах національної оборони                                    | Ет'єн Массард Кабінда Макага (Etienne Massard Kabinda Makaga) |      |               |               |        |        |         |

### Державні міністри
| Посада            | Міністр                                           | Фото | Час на посаді | Час на посаді | Партія | Партія |
| ----------------- | ------------------------------------------------- | ---- | ------------- | ------------- | ------ | ------ |
| Державний міністр | Ален-Клод Білі-Бі-Нзе (Alain-Claude Bilie-By-Nze) |      |               |               |        |        |
| Державний міністр | Гай-Бертран Мапангу (Guy-Bertrand Mapangou)       |      |               |               |        |        |
| Державний міністр | Поль Бійоге Мба (Paul Biyoghe Mba)                |      |               |               |        |        |
| Державний міністр | Деніс Мекамне (Denise Mekam'ne)                   |      |               |               |        |        |
| Державний міністр | Пакоме Мубелет Бубея (Pacome Moubelet Boubeya)    |      |               |               |        |        |
| Державний міністр | Фрасіс Нкеа (Francis Nkea)                        |      |               |               |        |        |
| Державний міністр | Жан-П'єр Оїба (Jean-Pierre Oyiba)                 |      |               |               |        |        |